# High Speed
High Speed är ett flipperspel designat av Steve Ritchie och släppt av Williams. Spelet är baserat på en riktig biljakt med polisen inblandad 1979. Spelet blev 1991 också NES-spel.

### Fotnoter
1. ↑  IRC Chat with Steve Ritchie Arkiverad 19 november 2005 hämtat från the Wayback Machine.